# Nai Palm
Naomi Saalfield, conocida como Nai Palm (15 de mayo de 1989), es una cantante australiana. En 2011 cofundó Hiatus Kaiyote, que lanzó el álbum Tawk Tomahawk (2012), Choose Your Weapon ("Escoge tu arma") el año 2015. En el 2017 lanzó su álbum debut como solista, Needle Paw ("Pata de Aguja"). También tocó varios conciertos en solitario para apoyar este álbum. En el 2018 le diagnosticaron cáncer de mama. Ese mismo año colaboró en el tema "Is There More" en el álbum Scorpion del rapero canadiense Drake.

## Discografía

### Álbumes en estudio
| Título     | Detalles                                                                                    |
| ---------- | ------------------------------------------------------------------------------------------- |
| Needle Paw | - Lanzamiento: 2017 - Discográfica: Flying Buddha - Formato: Descarga digital, CD y vinillo |